# Jack Phillips
John George Phillips, detto Jack (Godalming, 11 aprile 1887 – Oceano Atlantico, 15 aprile 1912), è stato un ufficiale radiotelegrafista britannico, noto per essere stato uno dei due, insieme al subordinato Harold Bride, a bordo del RMS Titanic durante il suo viaggio inaugurale.

## Biografia

### Primi anni
John "Jack" Phillips nacque a Godalming, più precisamente nel villaggio di Farncombe, da George Alfred Phillips e Anne Sanders. Aveva due sorelle gemelle maggiori, Elsie ed Ethel. Venne battezzato nella chiesa di San Giovanni, a pochi metri dal negozio di famiglia.
Nel 1902 finì la scuola e iniziò a lavorare presso l'ufficio postale di Godalming, dove imparò a usare il telegrafo. Nel marzo del 1906 iniziò la sua formazione nella Marconi Company a Seaforth (Sefton). Si laureò cinque mesi dopo, nell'agosto dello stesso anno.
Incominciò a lavorare come marconista sulla SS Teutonic della White Star Line, per poi venire trasferito sulla RMS Campania della Cunard Line, su alcune navi della Allan Line (la Corsican, la Pretorian e la Victorian) e infine sul Lusitania e sul Mauretania della Cunard. Tra il 1908 e il 1911 lavorò alla stazione Marconi di Clifden, nella costa occidentale dell'Irlanda, per poi ritornare alla White Star, venendo imbarcato sul RMS Adriatic e, nei primi mesi del 1912, sul RMS Oceanic.

### Titanic

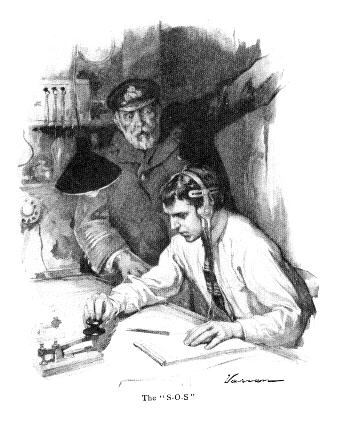
Disegno raffigurante il comandante Smith e Jack Phillips durante il naufragio.

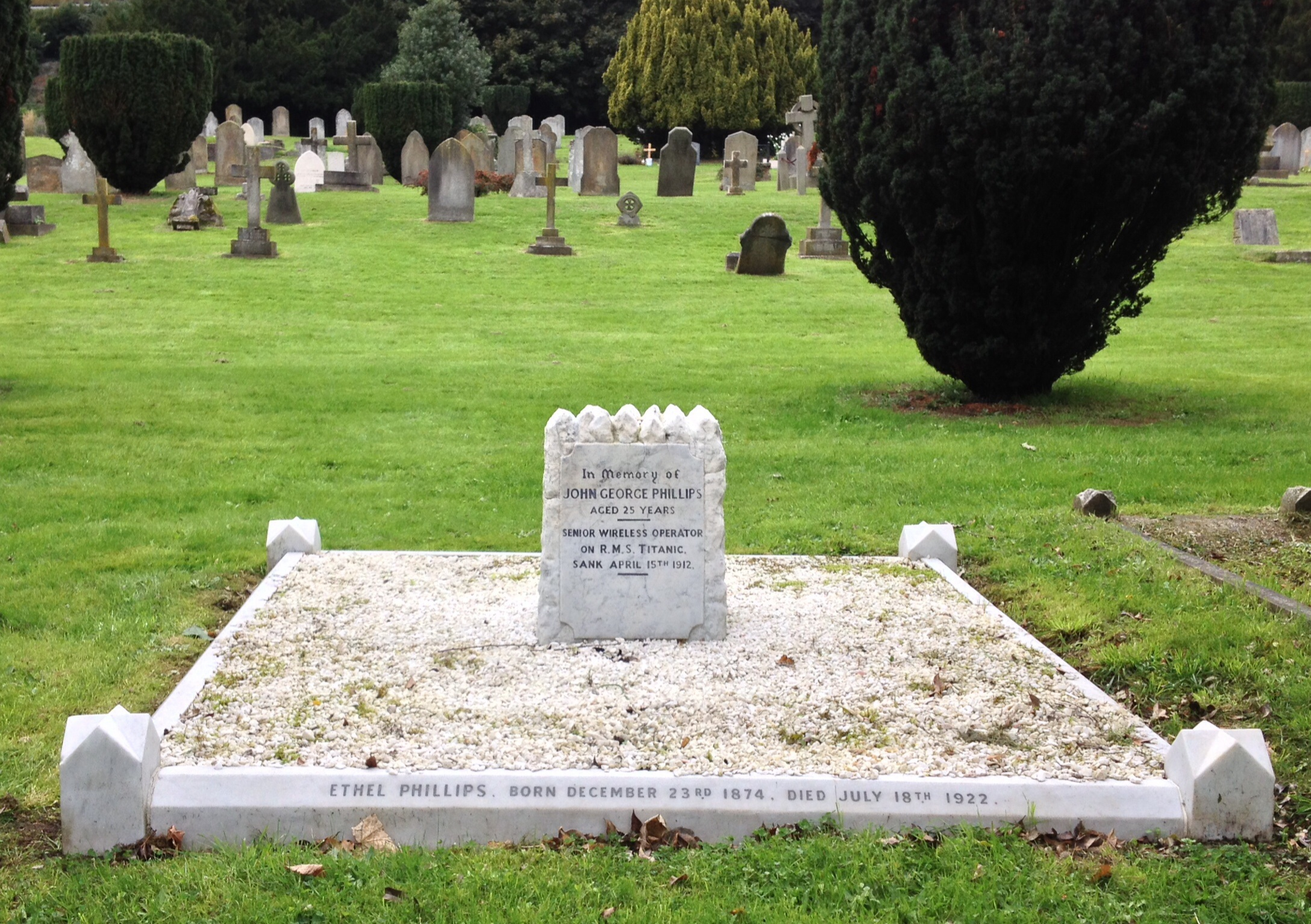
Lapide commemorativa di Jack Phillips al Nightingale Cemetery, Farncombe, Surrey.

Nel 1912 Phillips venne nominato ufficiale marconista del RMS Titanic, nuovo e lussuosissimo transatlantico che partì da Southampton per il suo viaggio inaugurale il 10 aprile di tale anno. Secondo alcune voci, Phillips e Bride si conoscevano già da prima d'imbarcarsi sul Titanic, ma Bride ha sempre smentito tali affermazioni. 
Durante la traversata, già dal pomeriggio dell'11 aprile, secondo giorno di navigazione, Philips e Bride ricevettero da altre navi numerose segnalazioni inerenti alla presenza di iceberg e ghiacci sulla loro rotta, ma la maggior parte di questi messaggi, alcuni dei quali di vitale importanza, non giunsero mai agli ufficiali né al comandante Edward Smith. I due si divisero i turni lavorando sei ore ciascuno, nel seguente modo: Phillips lavorava dalle 08:00 alle 14:00 e dalle 20:00 alle 02:00 mentre Bride dalle 02:00 alle 08:00 e dalle 14:00 alle 20:00, occupandosi di inviare e recapitare non solo le segnalazioni relative alle condizioni meteo-marine, ma anche i messaggi privati dei passeggeri, in modo da guadagnare di più. 
L'11 aprile i due festeggiarono il 25º compleanno di Phillips con torte e dolci portati dalla prima classe.
Verso le 23:00 del 14 aprile Phillips, mentre inviava i messaggi dei passeggeri (che si erano accumulati dal giorno prima a causa di un guasto tecnico) alla stazione radiotelegrafica di Capo Race, sull'isola di Terranova, ricevette un messaggio dall'ufficiale radiotelegrafista del Californian Cyril Evans, il quale informava che il Californian si era fermato in quanto circondato dai ghiacci. Dopo averlo ascoltato ad altissimo volume a causa della vicinanza dei due bastimenti, Phillips non solo non consegnò tale messaggio all'equipaggio, ma addirittura, irritato per l'interruzione, zittì Evans con atteggiamento seccato, chiedendogli di non disturbarlo; Evans rimase in ascolto delle trasmissioni intercorse tra il Titanic e Capo Race per pochi minuti e poi, verso le 23:30, finì il turno e spense la radio.
Dieci minuti dopo, alle 23:40, il Titanic si trovò di fronte un imponente iceberg e, nonostante una pronta manovra evasiva, lo urtò venendo squarciato. Il comandante Smith ordinò a Phillips e a Bride, che si era appena svegliato con lo scopo di prendere il posto del collega, di inviare segnali di soccorso alle navi più vicine con il segnale CQD in codice Morse. Mentre Phillips inviava i messaggi di richieste di aiuto, Bride, scherzando, gli disse di utilizzare il nuovo segnale, l'SOS, perché probabilmente sarebbe stata l'ultima volta che avrebbe avuto la possibilità di farlo, e Phillips seguì il consiglio.
Numerose navi risposero alle richieste di aiuto del Titanic, tra le quali l'Olympic, il Virginian e il Frankfurt, ma erano tutte troppo distanti. La nave più vicina con cui i telegrafisti riuscirono a dialogare fu il Carpathia, che però era distante dalla loro posizione ben 58 miglia nautiche, quindi a quattro ore di navigazione, mentre il Titanic non sarebbe rimasto a galla per più di due ore (mentre il Californian, che era molto più vicino, non rispose in quanto la sua radio era disattivata). Phillips continuò a inviare messaggi ad altre navi, ma la potenza del segnale, a causa dell'acqua che stava invadendo i corridoi della nave, stava diminuendo.
Verso le 02:00 il comandante Smith, giunto nella sala radio, sollevò Philips e Bride dal loro compito dandogli la possibilità di salvarsi. La nave era già parzialmente sommersa e l'acqua stava raggiungendo anche la loro postazione. Bride si mise il giubbotto di salvataggio, mentre Phillips continuò a inviare richieste di aiuto. Dopo aver stordito un fuochista che aveva tentato di rubare il salvagente di Philips, i due marconisti corsero verso il ponte ma si persero nella folla. Phillips raggiunse a nuoto la zattera pieghevole B, sotto il comando del secondo ufficiale Charles Lightoller. Come ricordato dallo stesso Lightoller nella sua autobiografia Titanic and Other Ships, Phillips riferì i nomi di tutte le navi che avevano risposto all'SOS e morì poco dopo essere stato salvato dalle lance numero 4 e numero 12, a causa dell'ipotermia.

## Trasposizioni cinematografiche
Nel film Titanic, latitudine 41 nord del 1958 Phillips è stato interpretato da Kenneth Griffith, mentre nel colossal Titanic del 1997 è stato interpretato da Gregory Cooke.